# Cabo Irizaki
O cabo Irizaki (西崎, Irizaki) é o ponto mais ocidental do Japão. Fica na ilha Yonaguni. Dispõe de farol, plataforma de observação e um monumento em pedra a assinalar o local.

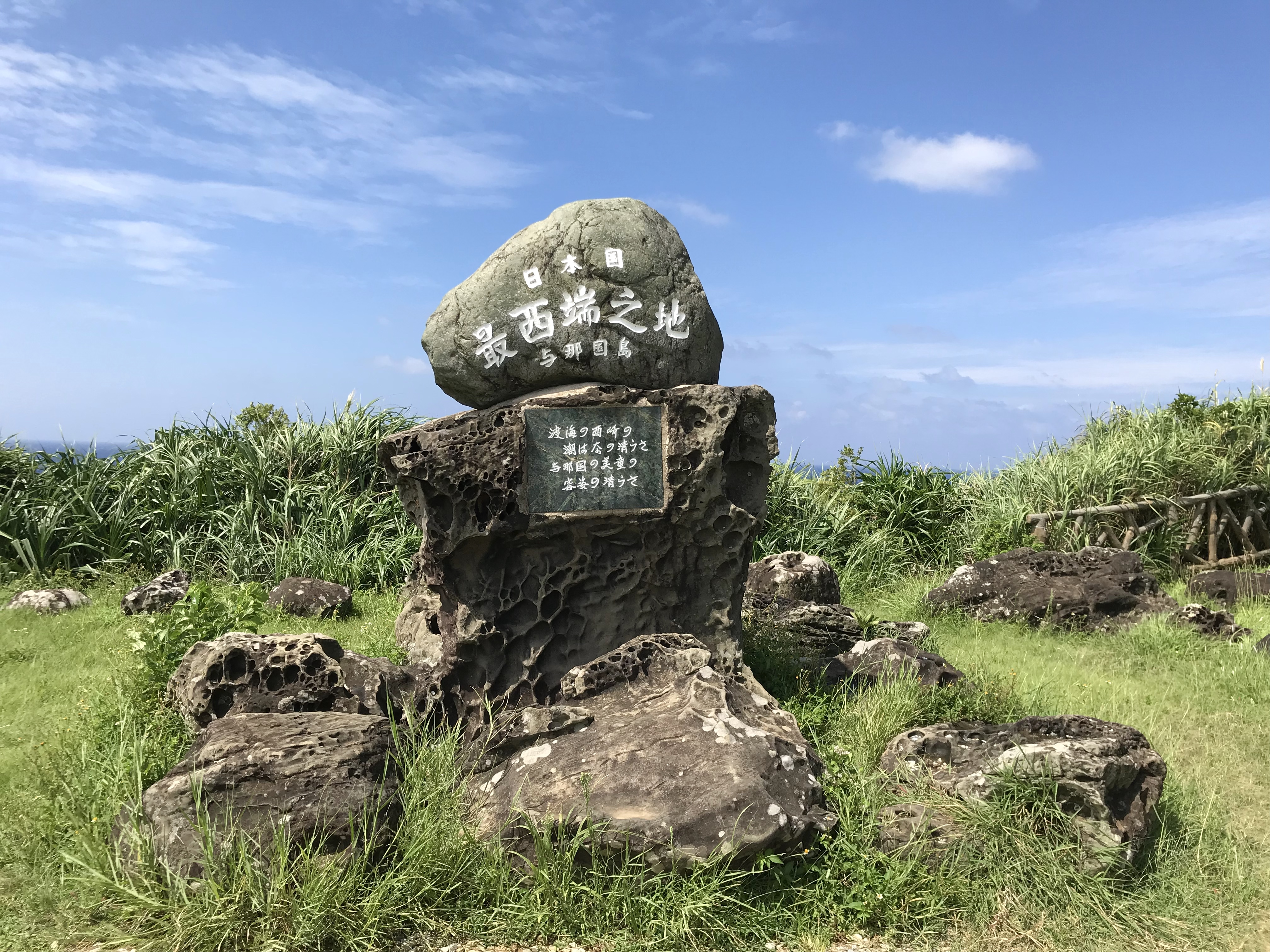
Monumento que assinala o ponto mais ocidental do Japão